# Feldmoching-Hasenbergl
Feldmoching-Hasenbergl ist der Stadtbezirk 24 im Norden der bayerischen Landeshauptstadt München.
Der flächenmäßig zweitgrößte Münchner Stadtbezirk setzt sich aus den namensgebenden Stadtteilen Feldmoching und Hasenbergl sowie den Stadtvierteln Ludwigsfeld und Lerchenau zusammen. Darin enthaltene Ortsteile sind u. a. Fasanerie-Nord, Feldmochinger Anger, Harthof und Lerchenauer See.

## Lage
Der Stadtbezirk umfasst weite Bereiche des Münchner Nordens und liegt in der flachen Münchner Schotterebene. Er erstreckt sich von der Dachauer Straße (B 304) im Westen bis zur Schleißheimer Straße im Osten. Der nördlichste Stadtteil Münchens reicht vom DB-Rangierbahnhof München-Nord im Süden bis zur Stadtgrenze im Norden.
Markant sind die Dreiseenplatte, die Panzerwiese und Hartelholz, die Regattastrecke Oberschleißheim sowie der Landschaftssee Allacher Lohe.
Nachbarbezirke sind Milbertshofen-Am Hart im Osten und Südosten, Moosach im Süden und Allach-Untermenzing im Westen. Im Nordwesten grenzt der Bezirk an die Gemeinde Karlsfeld im Landkreis Dachau, im Norden an die Gemeinde Oberschleißheim im Landkreis München.

## Stadtbezirksteile

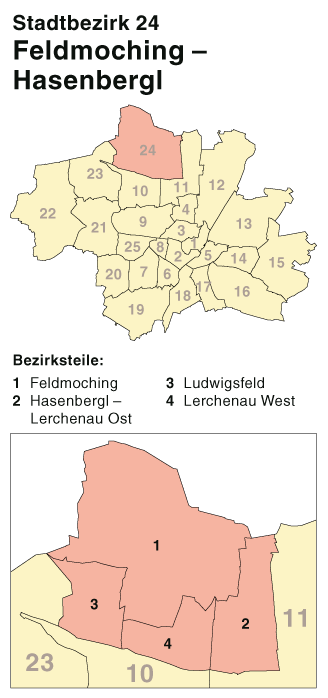
Stadtbezirksteile

### Feldmoching

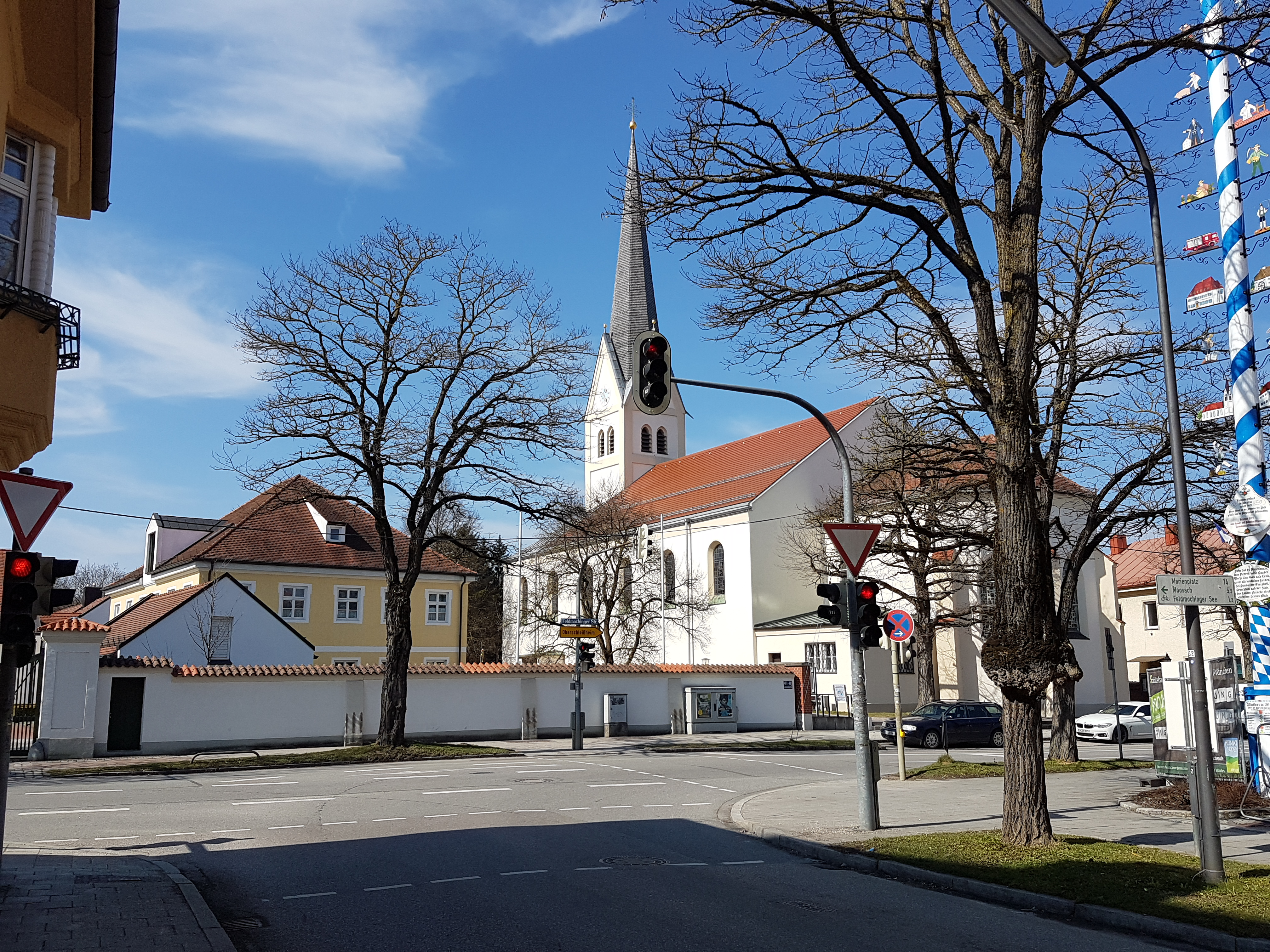
Ortskern Feldmoching mit St. Peter und Paul

Das großteils noch landwirtschaftlich geprägte Feldmoching ist der flächenmäßig größte und nördlichste Stadtbezirksteil. Dort leben 11.799 Menschen [2019].
In ihm liegt der Grünzug Feldmochinger Anger, das Schwarzhölzl, der Feldmochinger See sowie Teile des Feldmochinger Mühlbachs und des Regattaparksees.
Mehr als die Hälfte der Stadtbezirksfläche werden noch landwirtschaftlich genutzt, das ist ein Fünftel der gesamten landwirtschaftlichen Nutzfläche Münchens.

### Hasenbergl-Lerchenau Ost
Der Stadtbezirksteil Hasenbergl-Lerchenau Ost besteht zum einen aus dem Hasenbergl im Nordosten des Stadtbezirks und zum anderen aus dem östlichen Gebiet der Lerchenau.
Das Hasenbergl erstreckt sich von der Stadtgrenze am Hartelholz im Norden bis zum Harthof  im Süden und der Schleißheimer Straße im Osten. Westlich durch den Feldmochinger Anger getrennt liegt Feldmoching. Im Bezirksteil leben heute (2015 je nach Quelle) 25.000 bis 34.387 Menschen.
Südlich der Gundermannstraße befindet sich Lerchenau-Ost.

### Ludwigsfeld

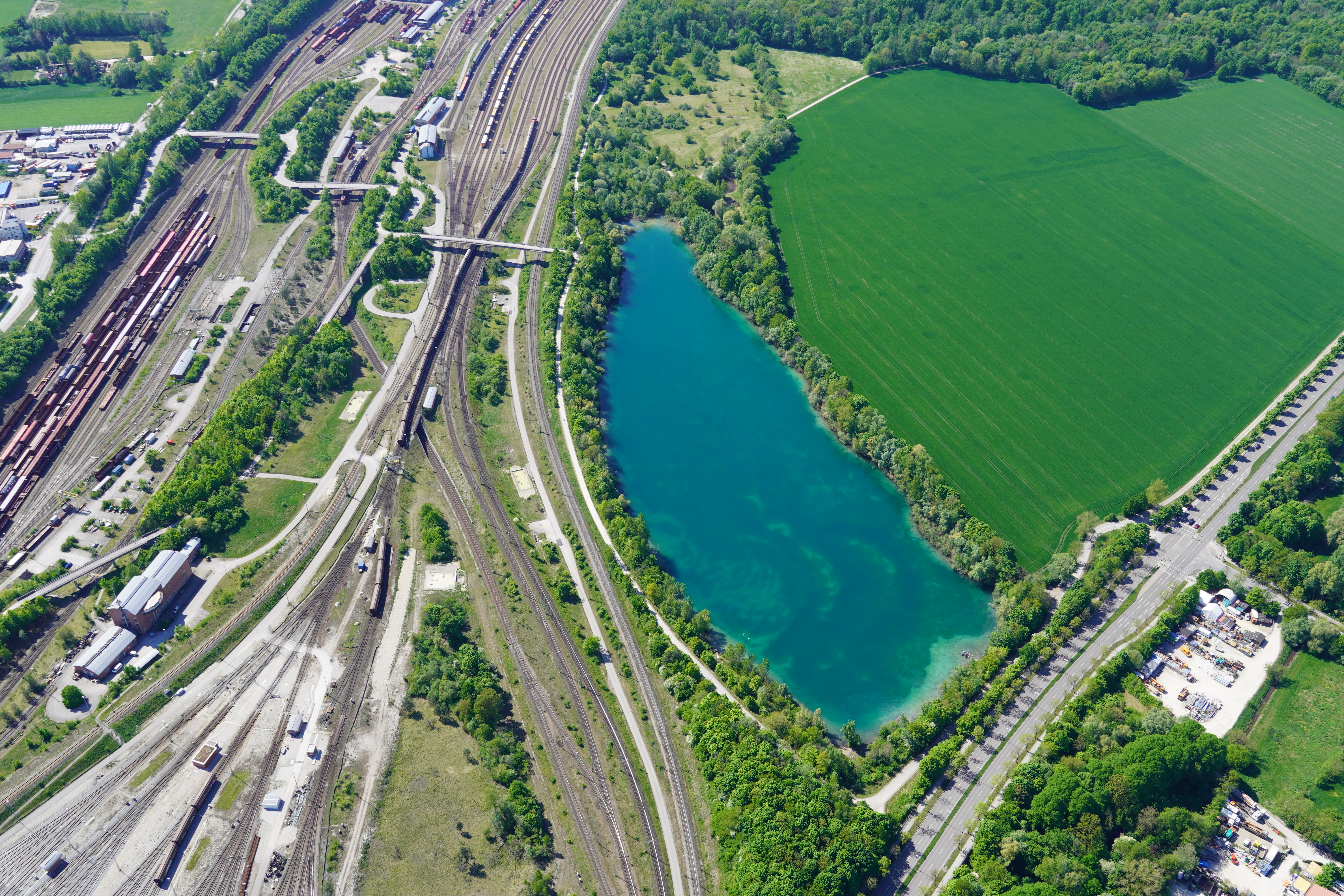
Landschaftssee Allacher Lohe

Ludwigsfeld ist der südwestlichste Teilbezirk. Dort leben 3.180 Menschen [2019].
Er grenzt im Norden und im Nordosten an Feldmoching und im Osten an die Fasanerie-Nord im Bezirksteil Lerchenau West. Südlich grenzt Ludwigsfeld an Moosach und westlich an den Stadtbezirk Allach-Untermenzing.

### Lerchenau West

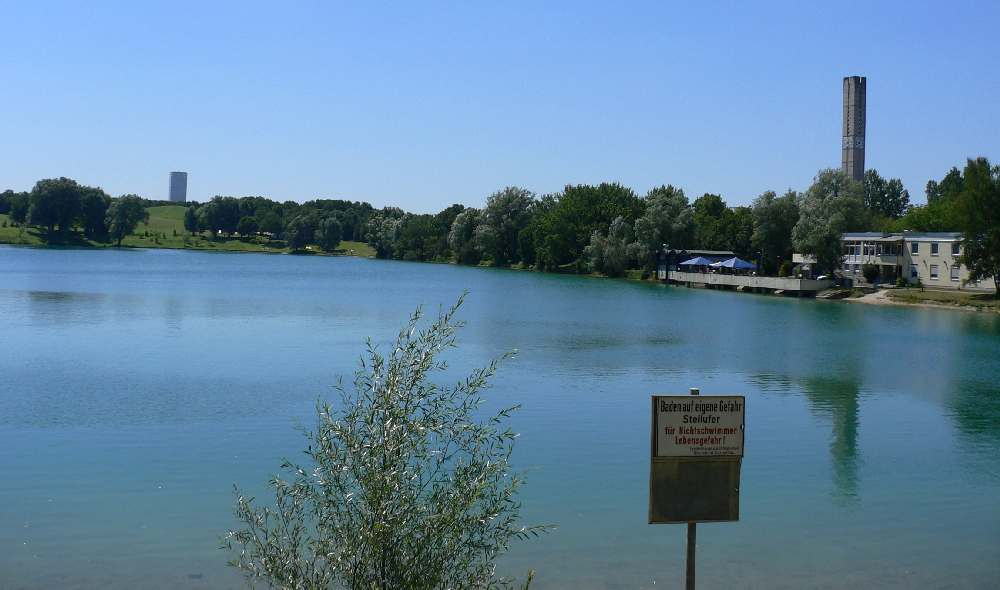
Lerchenauer See mit Blick auf das Uptown München und die Kapernaumkirche

Der Stadtbezirksteil Lerchenau West liegt im mittleren Südteil des Stadtbezirks und besteht aus der Siedlung am Lerchenauer See und der weiter westlich gelegenen Fasanerie-Nord. Im Osten liegt der Lerchenauer See, hinter dem er an das Stadtviertel Lerchenau angrenzt. Im Süden liegt mit dem Rangierbahnhof Nord die Bezirksgrenze, im Westen grenzt er an den Bezirksteil Ludwigsfeld und im Norden liegt der Fasaneriesee, wo sich der Bezirksteil Feldmoching anschließt. Dort leben 12.866 Menschen [2019].

## Baudenkmäler
- Liste der Baudenkmäler in Feldmoching
- Liste der Baudenkmäler im Hasenbergl

## Kultur und Bildung

### Institutionen
- Kulturzentrum 2411

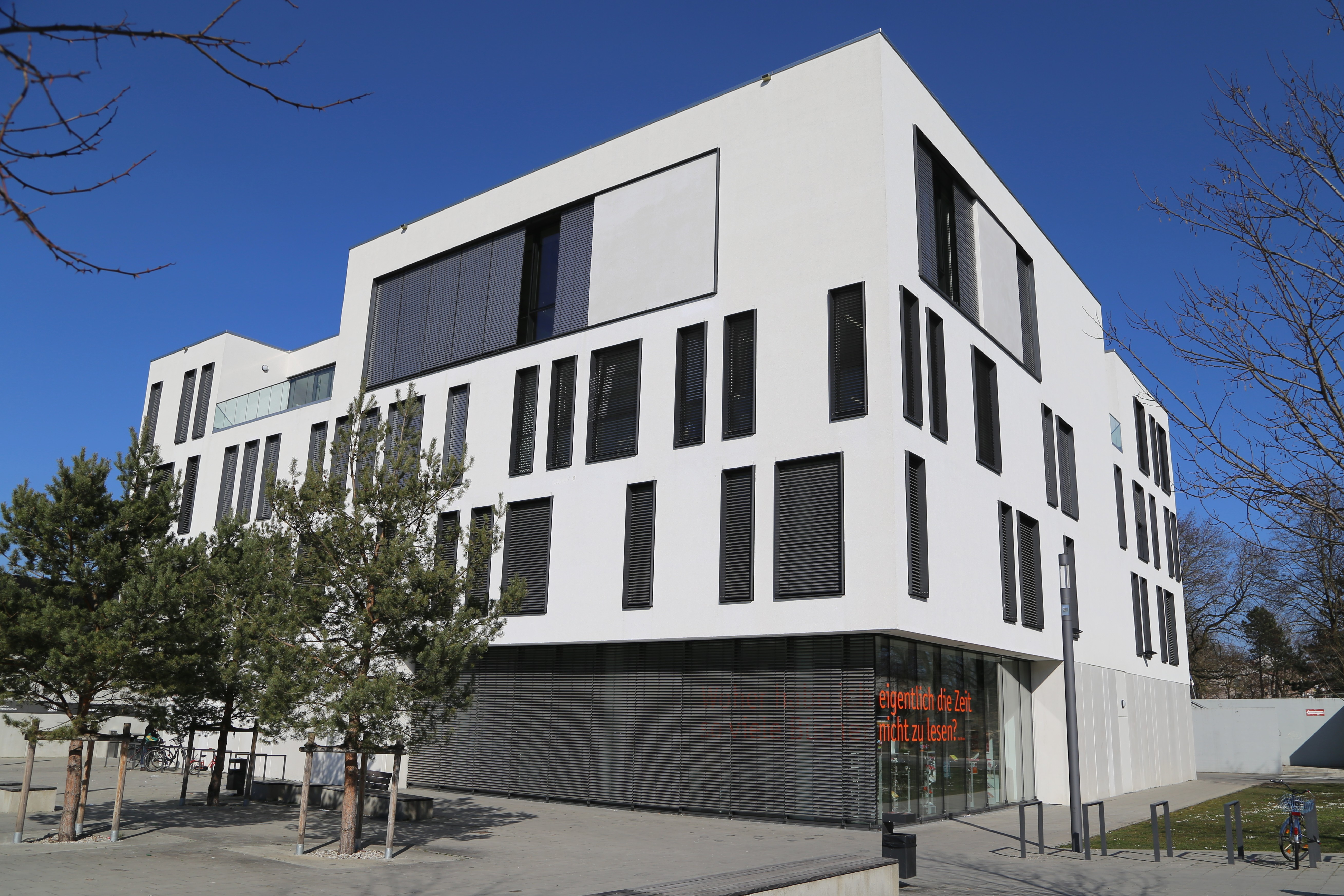
Kulturzentrum 2411

- Heimatmuseum des kulturhistorischen Vereins
- Diakonie Hasenbergl
- Lichtblick Hasenbergl
- Abenteuerspielplatz Hasenbergl - ABIX
- Blauer Punkt am Goldschmiedplatz
- Freizeitstätte KistE, Gundermannstr. 77

### Schulen
- Gymnasium München Feldmoching
- Erich Kästner-Realschule
- Willy-Brandt-Gesamtschule München
- Mittelschule Eduard-Spranger-Straße
- Robert-Bosch-Fachoberschule
- International Bilingual School Munich

### Kirchen

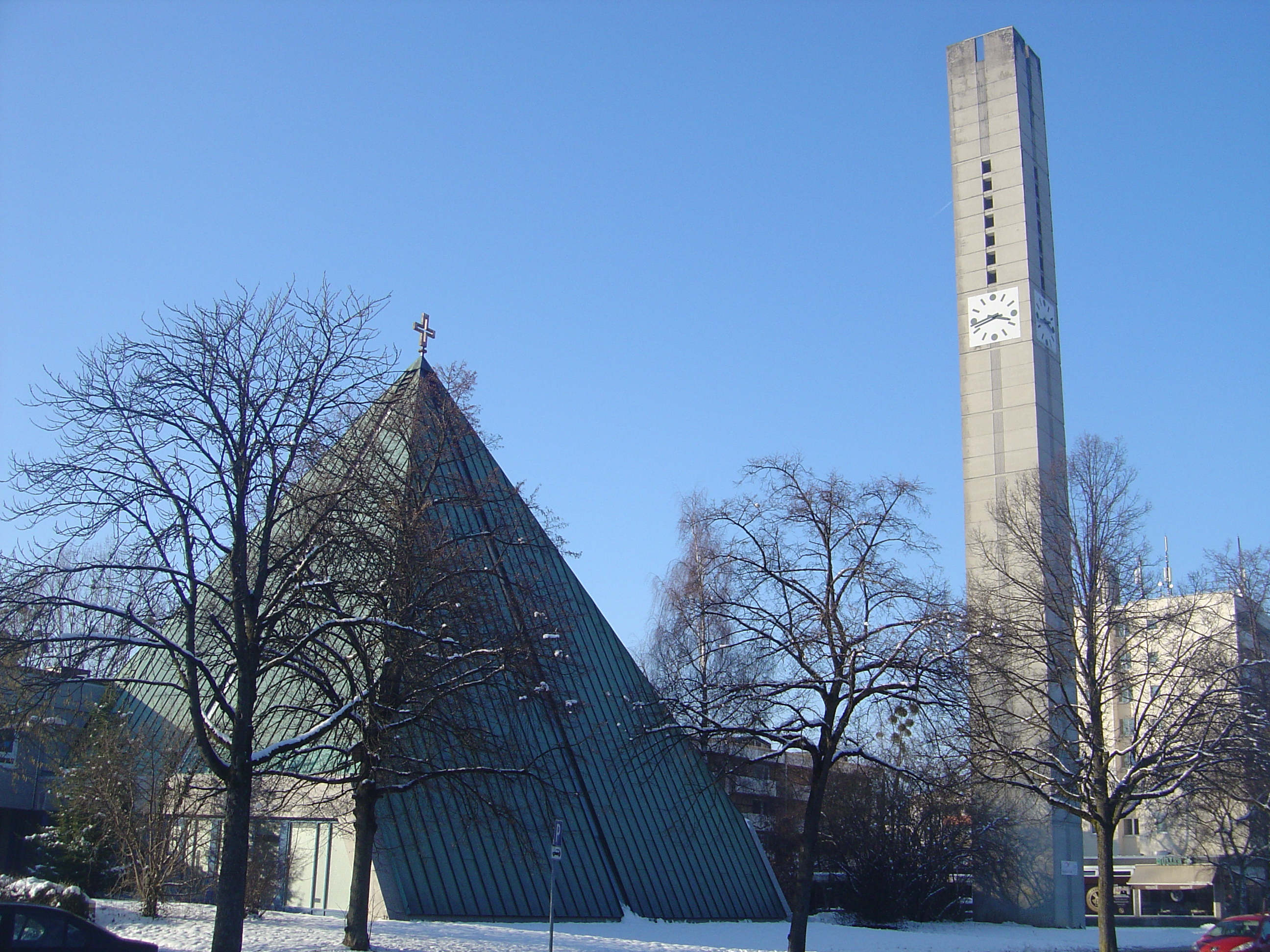
Kapernaumkirche

- römisch-katholischen Kirchen: St. Agnes, St. Johannes Evangelist, Mariä Sieben Schmerzen, St. Peter und Paul, St. Christoph, die Alte St.-Christoph-Kirche sowie St. Nikolaus
- evangelisch-lutherische Kirchen: Kapernaumkirche, Bethanienkirche und Evangeliumskirche
- russisch-orthodoxe Kirche des Heiligen Erzengels Michael

## Sport
- Münchner SC, Eberwurzstraße 28
- Sportverein München Feldmoching, Grohmannstr. 63
- Regattastrecke Oberschleißheim
- FC Fasanerie Nord
- Sport Club Lerchenauer See
- Spielvereinigung Feldmoching

## Grünflächen

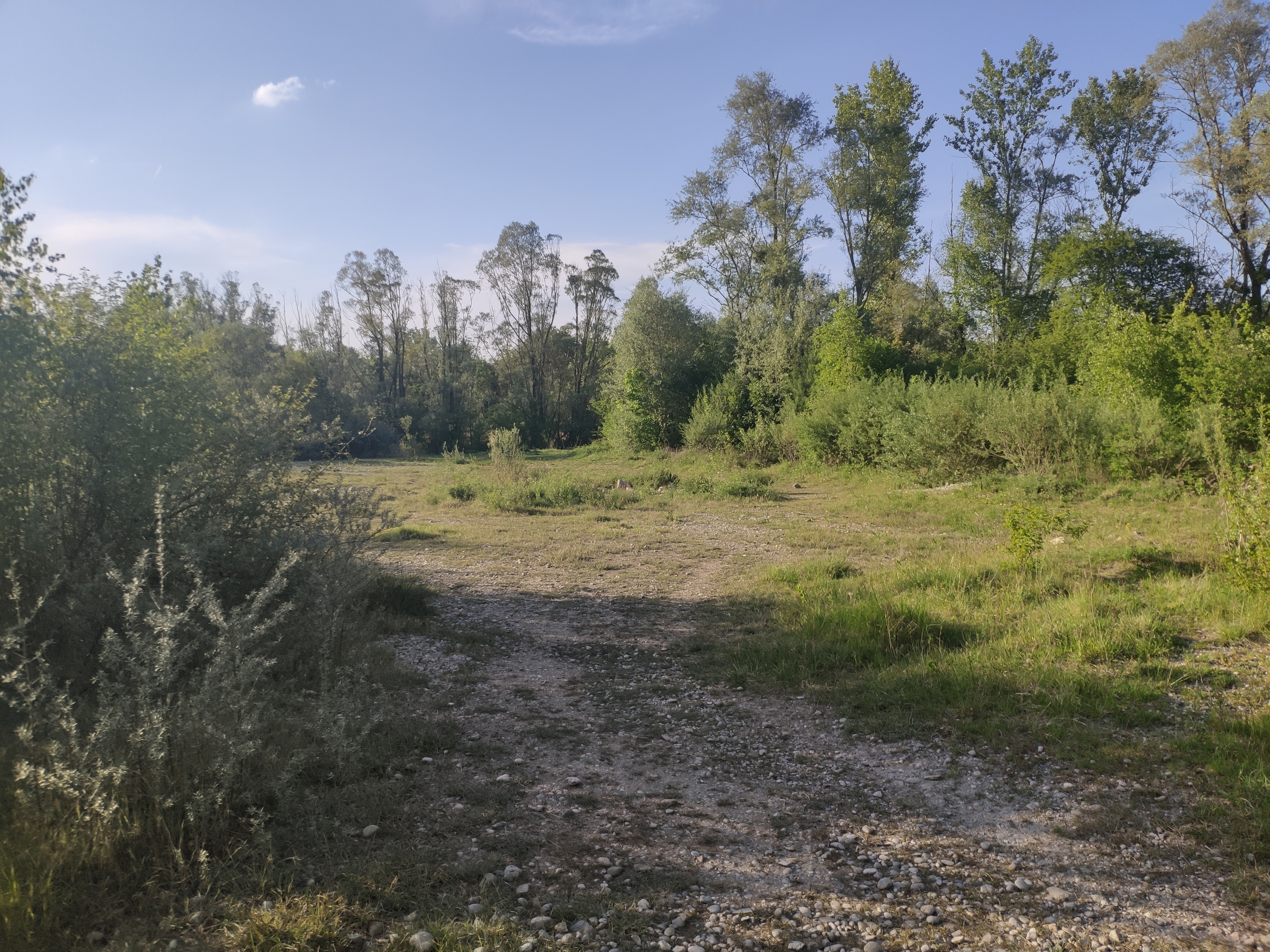
Grünfläche südlich der Siedlung am Lerchenauer See

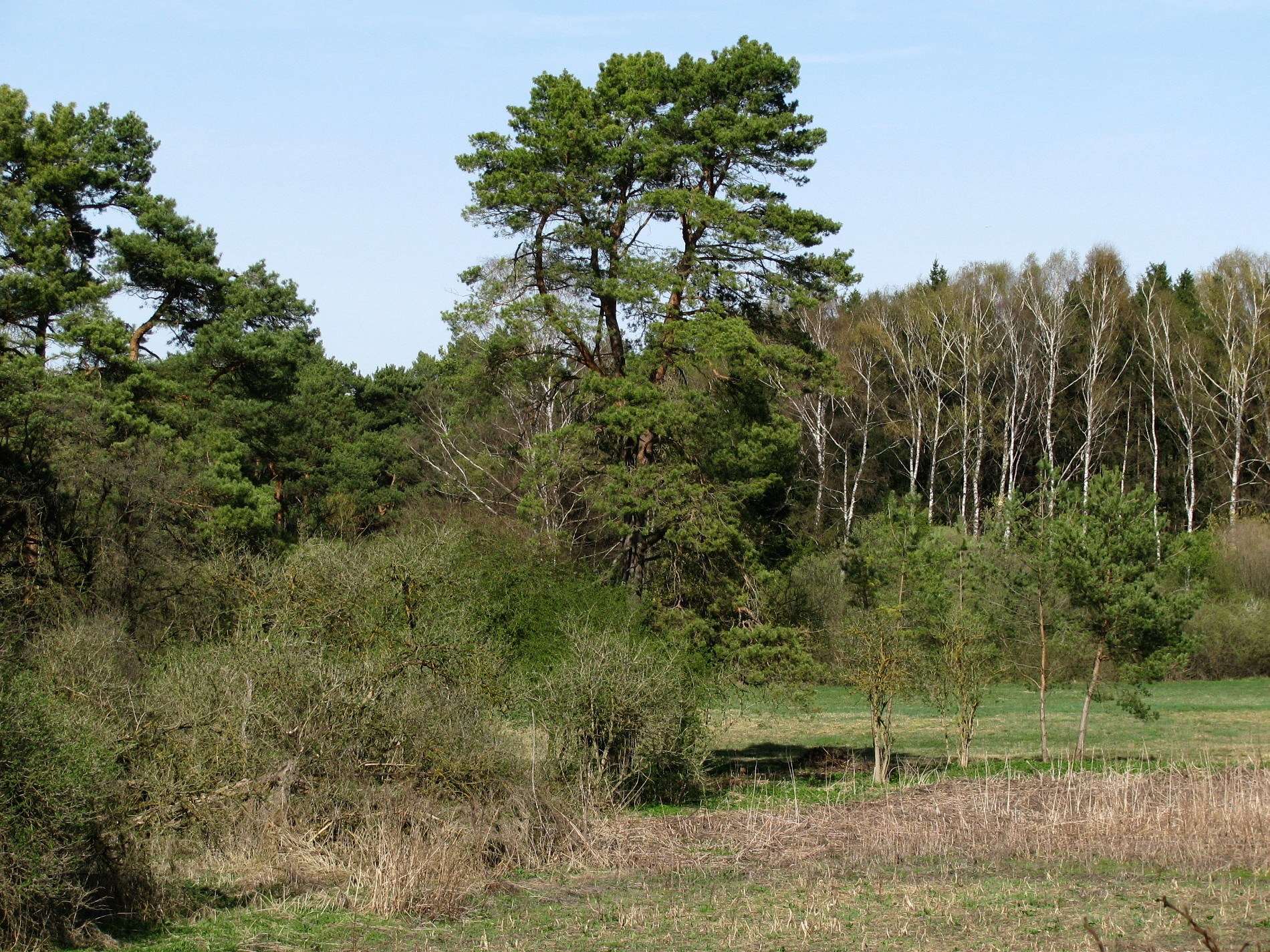
Schwarzhölzl

Feldmoching-Hasenbergl ist geprägt von zahlreichen Grünflächen. Hierzu zählen die Seen: Fasaneriesee, Feldmochinger See, Landschaftssee Allacher Lohe, Lerchenauer See, Regattaparksee, Regattastrecke Oberschleißheim sowie die Bäche: Feldmochinger Mühlbach und Schwabenbächl.
Grünflächen und Parks finden sich Am Krempelhuberplatz, Dülferanger, Feldmochinger Anger, Goldschmiedplatz und die Grünfläche an der Schittgablerstraße.
Von der Flora und Fauna besonders schützenswert sind das Amphibienbiotop Fasanerie, das Ludwigsfelder Moos, die Eggarten-Siedlung, die ca. 30 Hektar großen Grünfläche südlich der Siedlung am Lerchenauer See und das Virginia-Depot. In Feldmoching leben gefährdete Tierarten wie der Kiebitz und die Feldlerche.
Im Norden befindet sich der Schwarzhölzl-Wald im Nordosten das Hartelholz und die Panzerwiese.
Darüber hinaus sind große Flächen von Feldmoching-Hasenbergl noch durch landwirtschaftlichen Flächen geprägt.

## Verkehrsanbindung
Der Bahnhof München-Feldmoching liegt an der Bahnstrecke München–Regensburg. Seit 1972 hält in Feldmoching die S-Bahn-Linie S1. Am 8. November 1963 wurde zudem die Straßenbahn vom Scheidplatz zum Harthof und am 18. Dezember 1964 weiter bis zum Hasenbergl (Endhaltestelle am Goldschmiedplatz) verlängert. Am 20. November 1993 kam schließlich die verlängerte U-Bahn-Linie U2 vom Bahnhof Scheidplatz bis zur Dülferstraße, gleichzeitig wurde die Straßenbahn ins Hasenbergl eingestellt. Am 26. Oktober 1996 wurde die U2 nochmals um zwei Stationen über das Hasenbergl bis zur S-Bahn in Feldmoching verlängert. Da neben der S-Bahn nach Freising/Flughafen auch Regionalzüge von Landshut planmäßig – allerdings sehr selten – am Bahnhof Feldmoching halten, ist dieser nach der U-Bahn-Verlängerung einer der wichtigsten Umsteigebahnhöfe im Netz des Münchner Verkehrs- und Tarifverbundes (MVV).
Reste der Straßenbahngleise lassen sich noch heute an vielen Stellen erkennen, so z. B. in der ehemaligen Wendeschleife am Goldschmiedplatz. Im aktuellen Verkehrsentwicklungsplan der Landeshauptstadt München ist die Option enthalten, die derzeit in Bau befindliche Straßenbahnlinie 23 von der Parkstadt Schwabing über den Euro-Industriepark und die Neuherbergstraße wieder bis zum Goldschmiedplatz zu verlängern. Diese Maßnahme ist dabei zur Realisierung bis 2015 vorgesehen, bisher jedoch ohne gesicherte Finanzierung.
Seit 2016 verbindet eine Fuß- und Radwegunterführung unter dem Nordring der Bahn zwischen Wilhelmine-Reichard-Straße und der Straße Am Oberwiesenfeld die südliche Lerchenau mit der U3 Oberwiesenfeld.

## Statistik
(Stand jeweils am 31. Dezember, Einwohner mit Hauptwohnsitz)
| Jahr | Einwohner | davon Ausländer | Einwohner je km² |
| ---- | --------- | --------------- | ---------------- |
| 2000 | 52.407    | 13.073 (24,9 %) | 1.825            |
| 2001 | 52.896    | 13.240 (25,0 %) | 1.842            |
| 2002 | 53.010    | 13.338 (25,2 %) | 1.846            |
| 2003 | 52.961    | 13.385 (25,3 %) | 1.845            |
| 2004 | 52.958    | 13.420 (25,3 %) | 1.845            |
| 2005 | 53.389    | 13.832 (25,9 %) | 1.860            |
| 2006 | 54.245    | 13.927 (25,7 %) | 1.889            |
| 2007 | 55.475    | 14.642 (26,4 %) | 1.932            |
| 2008 | 55.667    | 14.780 (26,6 %) | 1.940            |
| 2009 | 55.180    | 14.265 (25,9 %) | 1.907            |
| 2010 | 56.130    | 15.015 (26,8 %) | 1.940            |
| 2011 | 57.183    | 15.689 (27,4 %) | 1.976            |
| 2012 | 58.245    | 15.689 (27,4 %) | 2.013            |
| 2013 | 59.391    | 17.522 (29,5 %) | 2.052            |
| 2014 | 60.262    | 18.347 (30,4 %) | 2.082            |
| 2015 | 61.534    | 19.543 (31,8 %) | 2.126            |
| 2016 | 61.764    | 19.807 (32,1 %) | 2.134            |
| 2017 | 60.933    | 19.296 (31,7 %) | 2.106            |
| 2018 | 61.774    | 20.037 (32,4 %) | 2.135            |
| 2019 | 62.069    | 20.352 (32,8 %) | 2.145            |
| 2020 | 62.270    | 20.572 (33,0 %) | 2.152            |
| 2021 | 62.192    | 20.609 (33,1 %) | 2.149            |
| 2022 | 63.110    | 21.744 (34,5 %) | 2.181            |
| 2023 | 63.006    | 21.746 (34,5 %) | 2.177            |
| 2024 | 63.756    | 22.470 (35,2 %) | 2.203            |

Quelle mit weiteren Daten

## Politik
- SPD: 5
- Grüne: 6
- FW/ÖDP: 2
- ML: 3
- FDP: 1
- CSU: 8
- AfD: 2

Der Bezirksausschuss von Feldmoching-Hasenbergl wurde zuletzt am 15. März 2020 gewählt. Die Sitzverteilung lautet wie folgt: CSU 8, Grüne 6, SPD 5, München-Liste 3, FW/ÖDP 2, AfD 2  und FDP 1. Von den 40.806 stimmberechtigten Einwohnern in Feldmoching-Hasenbergl haben 17.144 von ihrem Wahlrecht Gebrauch gemacht, womit die Wahlbeteiligung bei 42,0 Prozent lag.
Dirk Höpner, Bezirksausschussmitglied der München-Liste, vertritt den Stadtbezirk 24 auch im Stadtrat von München. Bei den Landtags- und Bezirkswahlen am 8. Oktober 2023 kandidiert er als Parteiunabhängiger jeweils auf Listenplatz 18 der Wahlvorschläge der Tierschutzpartei.

## Stadtentwicklung
Aufgrund des zu erwartenden Bevölkerungswachstums in München werden mögliche Stadtentwicklungsgebiete, vor allem an den Stadträndern, gesucht. Dabei werden einzelne landwirtschaftliche Flächen um Feldmoching herum ausgebaut: so das 23,8 Hektar große Lerchenauer Feld im Süden zwischen Lerchenauer und Lerchenstraße oder das 8,4 Hektar große Quartier an der Hochmuttinger Straße nördlich der Herbergstraße. Auch eine ehemalige Siedlung, die Eggarten-Siedlung südlich des Lerchenauer Sees, soll laut Aufstellungsbeschluss neu und dichter bebaut werden. Ein Bebauungsplan ist noch nicht beschlossen und wird laut Planungsreferat für Ende 2025 oder Anfang 2026 erwartet.
Des Weiteren gibt es durch die Stadt München Pläne den gesamten unbebauten, 900 Hektar großen, Bereich im Stadtbezirk zwischen Feldmoching, Ludwigsfeld und bis zu Autobahn A 99 auszubauen. Das ursprünglich unter dem Namen Städtebauliche Entwicklungsmaßnahme München Nord (SEM) gestartete Projekt wurde 2018 für den Bezirk Feldmoching-Hasenbergl eingestellt, wird aber nun verändert als kooperatives Stadtentwicklungsmodell Feldmoching - Ludwigsfeld (KOSMO) weitergeführt. Eine Machbarkeitsstudie sollte bis 2023 vorliegen, um dann bis 2029 weitere Planungen durchzuführen, wird aber für einen späteren Zeitpunkt erwartet. Im Juni 2024 präsentierte das Planungsreferat bei einem Informationsabend in Feldmoching seine Ideen und Voruntersuchungen und stellte sie zur Diskussion.

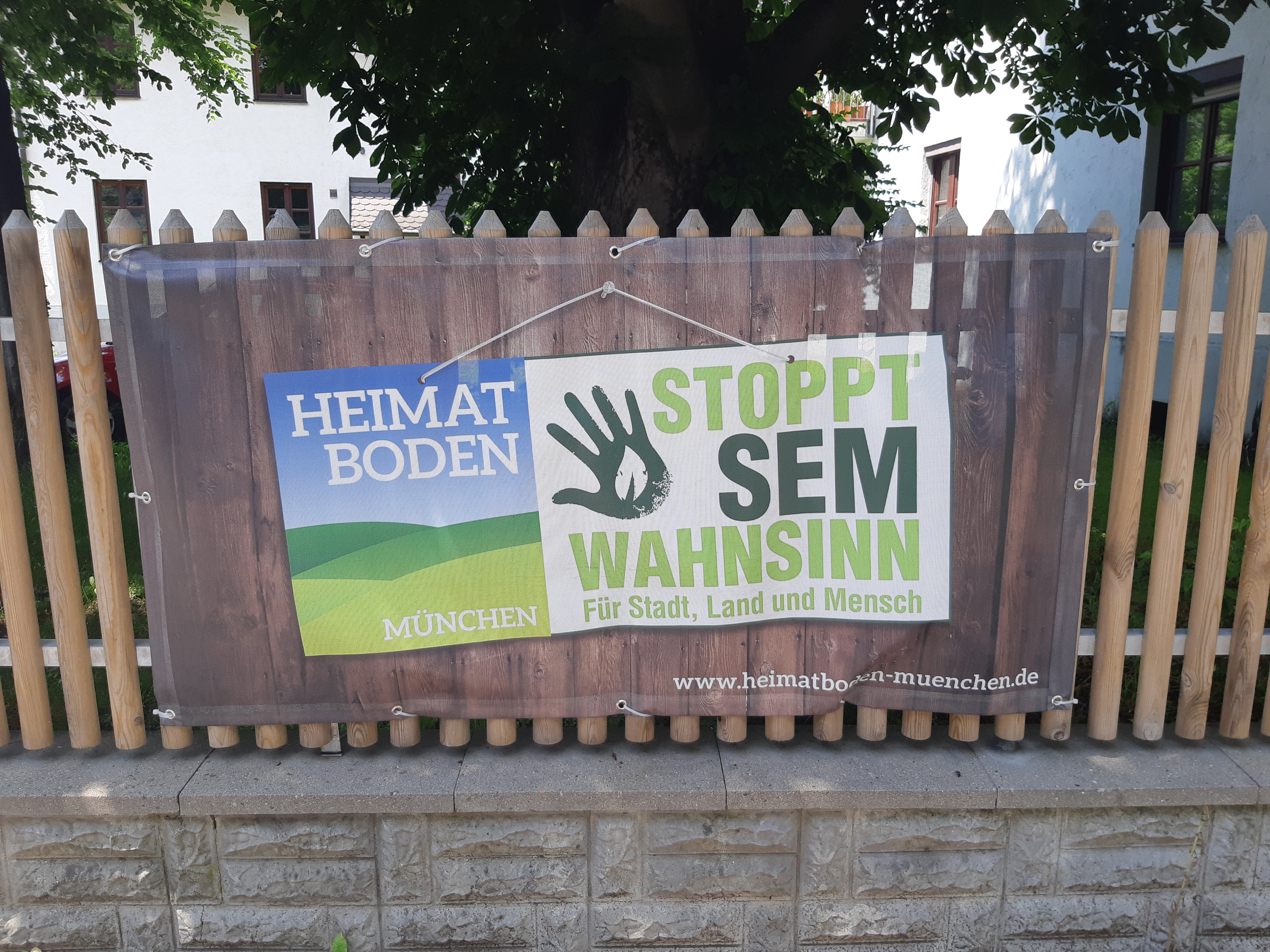
Banner der Initiative Heimatboden München

Das Konzept Städtebauliche Entwicklungsmaßnahme München Nord sah auch Enteignungen der Grundeigentümer vor. Befürworter wie Gegner haben sich in Bündnissen organisiert und zur SEM positioniert. Gegner der SEM München Nord – Vereine, Bürgerinitiativen und Interessengemeinschaften – sind seit 2017 im Bündnis München-Nord zusammengeschlossen. Darunter ist die Initiative Heimatboden München, sie vertritt landwirtschaftliche Grundeigentümer. Auch die München-Liste ist mit den Bürgerinitiativen vernetzt und positioniert sich gegen eine SEM; sie setzt sich für ein sozialgerechtes Bodennutzungsverfahren (SoBoN) ein. Das Münchner Verfahren der Sozialgerechten Bodennutzung (SoBoN) ist ein vom Münchner Stadtrat eingeführtes Verfahren. Es enteignet die Grundeigentümer nicht, sondern beteiligt diese an den Folgekosten der Planung.
Die Prosem unterstützt das Projekt der Stadt München und setzt sich aus Wohnungsgenossenschaften, Mieterorganisationen, soziale Organisationen wie dem DGB München, der Arbeiterwohlfahrt München und Einzelpersonen wie den beide Altoberbürgermeistern Hans-Jochen Vogel und Christian Ude zusammen.

## Söhne und Töchter des Stadtbezirks
- Willy Astor, Kabarettist
- Manfred Berger, Pädagoge
- Ursula Buchfellner, Schauspielerin
- Mario Daser, Boxer
- Günther Kaufmann, Schauspieler
- Daniel Bierofka, Fußballspieler
- Andreas Ottl, Fußballspieler
- Walter Sedlmayr, bayerischer Volksschauspieler
- Gerhard Sterr, Bandleader der Band Hot Dogs und Künstler.
- Otto Steiner, Fernsehproduzent
- Christine Zierl, Schauspielerin
- Akilnathan Logeswaran, Politischer Aktivist